# Nepomuceno
Nepomuceno este un oraș în Minas Gerais (MG), Brazilia.
1. ↑   https://cidades.ibge.gov.br/brasil/mg/nepomuceno/panorama, accesat în 14 octombrie 2019 Lipsește sau este vid: |title= (ajutor)